# Самрол (Мисисипи)
Самрол (енгл. Sumrall) град је у америчкој савезној држави Мисисипи.

## Демографија
По попису из 2010. године број становника је 1.421, што је 416 (41,4%) становника више него 2000. године.
| Група             | 2000.       | 2010.         |
| Белци             | 769 (76,5%) | 1.154 (81,2%) |
| Афроамериканци    | 224 (22,3%) | 246 (17,3%)   |
| Азијати           | 0 (0,0%)    | 1 (0,1%)      |
| Хиспаноамериканци | 7 (0,7%)    | 12 (0,8%)     |
| Укупно            | 1.005       | 1.421         |